# Ariagona
Ariagona is een geslacht van rechtvleugeligen uit de familie sabelsprinkhanen (Tettigoniidae). De wetenschappelijke naam van dit geslacht is voor het eerst geldig gepubliceerd in 1892 door Krauss.

## Soorten
Het geslacht Ariagona  is monotypisch en omvat slechts de volgende soort:
- Ariagona margaritae (Krauss, 1892)